# Habronattus borealis
Habronattus borealis är en spindelart som först beskrevs av Banks 1895.  Habronattus borealis ingår i släktet Habronattus och familjen hoppspindlar. Inga underarter finns listade i Catalogue of Life.